# Чаттахучи (река)
Чаттахучи (англ. Chattahoochee) — река в Соединённых Штатах Америки.

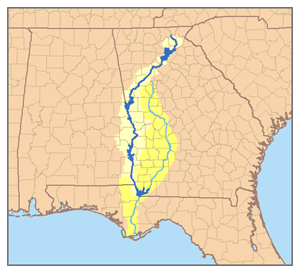
Река Чаттахучи на карте

Исток — в штате Джорджия с Голубого хребта, течёт на юго-запад, затем на юг. Начиная от Вестпойнта, образует границу штатов Джорджия и Алабама. На юго-западе Джорджии, соединившись с рекой Флинт, впадает в реку Апалачикола, впадающую затем в Мексиканский залив. Длина реки — 880 км, судоходна, начиная с Колумбуса.
В 1685 г. бассейн Чаттахучи заселили индейцы племени оконее. Отсюда в 1716 г. группа оконее мигрировала на территорию нынешнего флоридского округа Алахуа: это были предки семинолов.